# Coenotephria fuscinata
Coenotephria fuscinata là một loài bướm đêm trong họ Geometridae.